# Ethnographisches Museum am Schildkrötensee
Das Museum Ethnographisches Museum am Schildkrötensee (georgisch გიორგი ჩიტაიას სახელობის ეთნოგრაფიული მუზეუმი ღია ცის ქვეშ, giorgi chitaias sakhelobis et’nograp’iuli muzeumi ghia ts’is k’vesh) ist ein Freilichtmuseum in der georgischen Hauptstadt Tiflis (Tbilissi). Es liegt auf dem Hügel südlich des Stadtkerns und etwas westlich des Schildkrötensees. Es wurde am 27. April 1966 eröffnet und ist seit 2004 ein Teil des Georgischen Nationalmuseums.

## Beschreibung
In das 52 ha große Museum wurden 70 Gebäude aus allen Landesteilen Georgiens übertragen. Darunter sind aus Stein und aus Holz gebaute Bauernhäuser verschiedener Bautypen. Weiterhin sind Wassermühlen, Wachtürme, Weingüter eine, frühchristliche Basilika, eine Familiengruft und 8000 Gegenstände des täglichen Lebens zu sehen.
Das Museum ist vom Stadtzentrum auf einer Autostraße gut erreichbar.